# Ecphylus janzeni
Ecphylus janzeni är en stekelart som beskrevs av Marsh 2002. Ecphylus janzeni ingår i släktet Ecphylus och familjen bracksteklar. Inga underarter finns listade i Catalogue of Life.